# Центральный дивизион (Американская лига)
Центральный дивизион Американской лиги — один из шести дивизионов Главной лиги бейсбола. Дивизион был сформирован в 1994 году из двух команд Восточного дивизиона Американской лиги («Кливленд Гардианс» (ранее «Индианс»), «Милуоки Брюэрс») и трёх команд Западного дивизиона Американской лиги («Канзас-Сити Роялс», «Миннесота Твинс» и «Чикаго Уайт Сокс»).
В сезоне 1998 произошли изменения в составе дивизиона: новым участником стали «Детройт Тайгерс» (ранее выступали в Восточном дивизионе Американской лиги), в то время как  «Милуоки Брюэрс» покинули дивизион и продолжили свое выступление в Центральном дивизионе Национальной лиги.
Все действующие участники дивизиона выигрывали дивизион как минимум один раз. Самой успешной командой дивизиона являются «Кливленд Индианс» (выиграли 10 титулов чемпиона дивизиона из 25 возможных + однажды получали уайлд-кард).
Центральный дивизион Американской лиги - единственный из всех дивизионов МЛБ, все действующие участники которого побеждали Мировой серии. Более того, каждая из команд выигрывала в Мировой серии как минимум дважды.
Миннесота Твинс - действующий (2019) чемпион дивизиона (7-й титул). По итогам регулярного сезона команда одержала 101 победу, показав при этом лучший результат (55-26) в выездных играх среди всех команд МЛБ.

## Состав участников

### Текущие
- Детройт Тайгерс - член дивизиона с сезона 1998. Ранее выступал в Восточном дивизионе Американской лиги.
- Канзас-Сити Роялс - член дивизиона с момента его основания (переведен из Западного дивизиона Американской лиги).
- Кливленд Гардианс (ранее Индианс) - член дивизиона с момента его основания (переведен из Восточного дивизиона Американской лиги).
- Миннесота Твинс - член дивизиона с момента его основания (переведен из Западного дивизиона Американской лиги).
- Чикаго Уайт Сокс - член дивизиона с момента его основания (переведен из Западного дивизиона Американской лиги).

### Прошлые
- Милуоки Брюэрс - член дивизиона с момента его основания (переведен из Восточного дивизиона Американской лиги). В сезоне 1998 переведен в Центральный дивизион Национальной лиги.

## Результаты

### Чемпионы дивизиона
| Сезон | Команда                                                      | Регулярный сезон                                             | Регулярный сезон                                             | Выступление в Плей-офф                                                                               |                                                              |
| Сезон | Команда                                                      | В — П                                                        | %                                                            | Выступление в Плей-офф                                                                               |                                                              |
| ----- | ------------------------------------------------------------ | ------------------------------------------------------------ | ------------------------------------------------------------ | --- | ------------------------------------------------------------ |
| 1994  | Сезон прерван (забастовка игроков). Результаты аннулированы. | Сезон прерван (забастовка игроков). Результаты аннулированы. | Сезон прерван (забастовка игроков). Результаты аннулированы. | Сезон прерван (забастовка игроков). Результаты аннулированы.                                         | Сезон прерван (забастовка игроков). Результаты аннулированы. |
| 1995  | Кливленд Индианс                                             | 85 - 59                                                      | .590                                                         | СДАЛ: победа (Ред Сокс: 3-0) → ЧСАЛ: победа (Маринерс: 4-2) → Мировая серия: поражение (Брэйвз: 2-4) |                                                              |
| 1996  | Кливленд Индианс                                             | 99 - 62                                                      | .615                                                         | СДАЛ: поражение (Ориолс: 1-3)                                                                        |                                                              |
| 1997  | Кливленд Индианс                                             | 86 - 75                                                      | .534                                                         | СДАЛ: победа (Янкис: 3-2) → ЧСАЛ: победа (Ориолс: 4-2) → Мировая серия: поражение (Марлинс: 3-4)     |                                                              |
| 1998  | Кливленд Индианс                                             | 89 - 73                                                      | .549                                                         | СДАЛ: победа (Ред Сокс: 3-1) → ЧСАЛ: поражение (Янкис: 2-4)                                          |                                                              |
| 1999  | Кливленд Индианс                                             | 97 - 65                                                      | .599                                                         | СДАЛ: поражение (Ред Сокс: 2-3)                                                                      |                                                              |
| 2000  | Чикаго Уайт Сокс                                             | 95 - 67                                                      | .586                                                         | СДАЛ: поражение (Маринерс: 0-3)                                                                      |                                                              |
| 2001  | Кливленд Индианс                                             | 91 - 71                                                      | .562                                                         | СДАЛ: поражение (Маринерс: 2-3)                                                                      |                                                              |
| 2002  | Миннесота Твинс                                              | 94 - 67                                                      | .584                                                         | СДАЛ: победа (Атлетикс: 3-1) → ЧСАЛ: поражение (Энджелс: 1-4)                                        |                                                              |
| 2003  | Миннесота Твинс                                              | 90 - 72                                                      | .556                                                         | СДАЛ: поражение (Янкис: 1-3)                                                                         |                                                              |
| 2004  | Миннесота Твинс                                              | 92 - 70                                                      | .568                                                         | СДАЛ: поражение (Янкис: 1-3)                                                                         |                                                              |
| 2005  | Чикаго Уайт Сокс                                             | 99 - 63                                                      | .611                                                         | СДАЛ: победа (Ред Сокс: 3-0) → ЧСАЛ: победа (Энджелс: 4-1) → Мировая серия: победа (Астрос: 4-0)     |                                                              |
| 2006  | Миннесота Твинс                                              | 96 - 66                                                      | .593                                                         | СДАЛ: поражение (Атлетикс: 0-3)                                                                      |                                                              |
| 2007  | Кливленд Индианс                                             | 96 - 66                                                      | .593                                                         | СДАЛ: победа (Янкис: 3-1) → ЧСАЛ: поражение (Ред Сокс: 3-4)                                          |                                                              |
| 2008  | Чикаго Уайт Сокс                                             | 89 - 74                                                      | .546                                                         | СДАЛ: поражение (Рейс: 1-3)                                                                          |                                                              |
| 2009  | Миннесота Твинс                                              | 87 - 76                                                      | .534                                                         | СДАЛ: поражение (Янкис: 0-3)                                                                         |                                                              |
| 2010  | Миннесота Твинс                                              | 94 - 68                                                      | .580                                                         | СДАЛ: поражение (Янкис: 0-3)                                                                         |                                                              |
| 2011  | Детройт Тайгерс                                              | 95 - 67                                                      | .586                                                         | СДАЛ: победа (Янкис: 3-2) → ЧСАЛ: поражение (Рейнджерс: 2-4)                                         |                                                              |
| 2012  | Детройт Тайгерс                                              | 88 - 74                                                      | .543                                                         | СДАЛ: победа (Атлетикс: 3-2) → ЧСАЛ: победа (Янкис: 4-0) → Мировая серия: поражение (Джайентс: 0-4)  |                                                              |
| 2013  | Детройт Тайгерс                                              | 93 - 69                                                      | .574                                                         | СДАЛ: победа (Атлетикс: 3-2) → ЧСАЛ: поражение (Ред Сокс: 2-4)                                       |                                                              |
| 2014  | Детройт Тайгерс                                              | 90 - 72                                                      | .556                                                         | СДАЛ: поражение (Ориолс: 0-3)                                                                        |                                                              |
| 2015  | Канзас-Сити Роялс                                            | 95 - 67                                                      | .586                                                         | СДАЛ: победа (Астрос: 3-2) → ЧСАЛ: победа (Блю Джейс: 4-2) → Мировая серия: победа (Метс: 4-1)       |                                                              |
| 2016  | Кливленд Индианс                                             | 94 - 67                                                      | .584                                                         | СДАЛ: победа (Ред Сокс: 3-0) → ЧСАЛ: победа (Блю Джейс: 4-1) → Мировая серия: поражение (Кабс: 3-4)  |                                                              |
| 2017  | Кливленд Индианс                                             | 102 - 60                                                     | .630                                                         | СДАЛ: поражение (Янкис: 2-3)                                                                         |                                                              |
| 2018  | Кливленд Индианс                                             | 91 - 71                                                      | .562                                                         | СДАЛ: поражение (Астрос: 0-3)                                                                        |                                                              |
| 2019  | Миннесота Твинс                                              | 101 - 61                                                     | .623                                                         | СДАЛ: поражение (Янкис: 0-3)                                                                         |                                                              |

### Обладатели уайлд-кард
Первоначально уайлд-кард получала одна команда - лучшая из команд лиги, не являющихся чемпионом дивизиона. Место уайлд-кард позволяло напрямую принять участие в Серии дивизионов. Начиная с сезона 2012, две команды в каждой лиге получают уайлд-кард. Право участия в Серии дивизионов разыгрывается в дополнительном раунде уайлд-кард (1 игра).
| Сезон | Команда           | Регулярный сезон | Регулярный сезон | Выступление в Плей-офф                                                                               |
| Сезон | Команда           | В — П            | %                | Выступление в Плей-офф                                                                               |
| ----- | ----------------- | ---------------- | ---------------- | --- |
| 2006  | Детройт Тайгерс   | 95 - 67          | .586             | СДАЛ: победа (Янкис: 3-1) → ЧСАЛ: победа (Атлетикс: 4-0) → Мировая серия: поражение (Кардиналс: 1-4) |
| 2013  | Кливленд Индианс  | 92 - 70          | .568             | Раунд уайлд-кард: поражение (Рейс)                                                                   |
| 2014  | Канзас-Сити Роялс | 89 - 73          | .549             | СДАЛ: победа (Энджелс: 3-0) → ЧСАЛ: победа (Ориолс: 4-0) → Мировая серия: поражение (Джайентс: 3-4)  |
| 2017  | Миннесота Твинс   | 85 - 77          | .525             | Раунд уайлд-кард: поражение (Янкис)                                                                  |

### Сводная статистика
| Команда                           | Чемпион дивизиона | Чемпион дивизиона                                          | Обладатель уайлд-кард | Обладатель уайлд-кард |
| Команда                           | Титулы            | Сезоны                                                     | Титулы                | Сезоны                |
| --------------------------------- | ----------------- | ---------------------------------------------------------- | --------------------- | --------------------- |
| Кливленд Гардианс (ранее Индианс) | 10                | 1995, 1996, 1997, 1998, 1999, 2001, 2007, 2016, 2017, 2018 | 1                     | 2013                  |
| Миннесота Твинс                   | 7                 | 2002, 2003, 2004, 2006, 2009, 2010, 2019                   | 1                     | 2017                  |
| Детройт Тайгерс                   | 4                 | 2011, 2012, 2013, 2014                                     | 1                     | 2006                  |
| Чикаго Уайт Сокс                  | 3                 | 2000, 2005, 2008                                           | 0                     | -                     |
| Канзас-Сити Роялс                 | 1                 | 2015                                                       | 1                     | 2014                  |
| Милуоки Брюэрс                    | 0                 | -                                                          | 0                     | -                     |
| ВСЕГО:                            | 25                |                                                            | 4                     |                       |

## Достижения в плей-офф
| Команда                           | Чемпион Американской лиги | Чемпион Американской лиги | Победы в Мировой серии | Победы в Мировой серии |
| Команда                           | Титулы                    | Сезоны                    | Титулы                 | Сезоны                 |
| --------------------------------- | ------------------------- | ------------------------- | ---------------------- | ---------------------- |
| Кливленд Гардианс (ранее Индианс) | 3                         | 1995, 1997, 2016          | 0                      | -                      |
| Канзас-Сити Роялс                 | 2                         | 2014, 2015                | 1                      | 2015                   |
| Детройт Тайгерс                   | 2                         | 2006, 2012                | 0                      | -                      |
| Чикаго Уайт Сокс                  | 1                         | 2005                      | 1                      | 2005                   |
| Миннесота Твинс                   | 0                         | -                         | 0                      | -                      |
| Милуоки Брюэрс                    | 0                         | -                         | 0                      | -                      |
| ВСЕГО:                            | 8                         |                           | 2                      |                        |